# Foudre (L 9011)
O Foudre (L 9011) é um navio de assalto anfíbio da Classe Foudre pertencente a Marinha da França.
Construído no final da década de 1980 foi lançado ao mar em 19 de novembro de 1988, sendo incorporado à marinha francesa em 7 de dezembro de 1990. Participou das guerras na Iugoslávia ao lado das forças da Otan e da Operação Licorne em 2004 durante a guerra civil da Costa do Marfim. Em 17 de janeiro de 2009 um de seus 4 helicópteros caiu na costa do Gabão. Dos 10 passageiros, apenas 2 sobreviveram. Após esse acidente o Foudre foi deslocado para a costa de Portugal, onde permaneceu por algumas semanas até ser novamente deslocado para o local do acidente do Voo Air France 447.
O Foudre é o 12º navio a ostentar esse nome na marinha francesa.

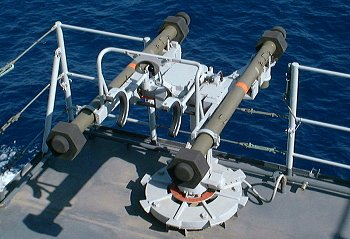
O Foudre é equipado com 3 baterias de mísseis terra-ar Simbad.